# 马切尔拉
马切尔拉（Macherla），是印度安得拉邦Guntur县的一个城镇。总人口49113（2001年）。

## 人口
该地2001年总人口49113人，其中男性24744人，女性24369人；0—6岁人口6252人，其中男3227人，女3025人；识字率58.52%，其中男性为67.92%，女性为48.97%。